# Copa Mundial de Béisbol 5 de 2024
La Copa Mundial de Béisbol 5 de 2024 fue la segunda edición de la Copa Mundial de Béisbol 5, que se celebró del 7 al 12 de octubre de 2024. 
La Asociación de Béisbol de Hong Kong, China, será la anfitriona del torneo de 12 equipos en el Central Harbourfront Event Space. 
Cuba defendió exitosamente su título obtenido en el torneo inaugural tras vencer a Japón 2:0 en la final disputada en el Zócalo de la Ciudad de México, en 2022. 

## Elección de la sede
El 20 de abril de 2023 fue anunciado por la Confederación Mundial de Béisbol y Sóftbol que Hong Kong había sido seleccionado como sede del torneo.
La Asociación de Béisbol de Hong Kong, China, instalará dos campos de béisbol 5 utilizando SES Battle III, un nuevo tipo de piso elástico de material de caucho posicionado como un piso deportivo de alta gama para campos deportivos al aire libre, que es respetuoso con el medio ambiente. 
| Hong Kong, China                    |
| Central Harbourfront Event Space    |
| [[File:\|200px]]                    |
| Capacidad: 36000 (en dos secciones) |

## Formato de competición
El béisbol 5 se juega en partidos que presentan una serie del mejor de tres partidos. Cada partido consta de cinco entradas. El número de jugadores activos por equipo durante un partido es de cinco. El equipo defensivo siempre debe tener un mínimo de dos atletas por género en el campo. Lo mismo se aplica a la formación oficial. 
Un total de 12 equipos participarán en el evento, comenzando por la fase de grupos, donde se han formado dos grupos en función de las clasificaciones en los eventos continentales.
La Ronda de Apertura consta de un round robin a una vuelta, con los tres primeros clasificados de cada grupo avanzando a la Súper Ronda, mientras que los otros seis equipos participarán en la Ronda de Colocación.
Los dos mejores equipos de la Súper Ronda competirán por el título de Campeón Mundial de Béisbol 5, mientras que los equipos número tres y cuatro jugarán por la medalla de bronce.

## Clasificación y equipos participantes
Un total de 12 equipos participarán en el evento, comenzando por la fase de grupos, donde se han formado dos grupos en función de las clasificaciones en los eventos continentales.
Con el formato aprobado, la WBSC ha distribuido los cupos continentales de la siguiente manera:
- Wild card Anfitrión 1 cupo:  Hong Kong
- WBSC Europe 2 cupos:  Lituania,  Francia [7]
- WBSC Africa 2 cupos:  Túnez,  Sudáfrica [8]
- WBSC Asia 3 cupos:  Japón,  China Taipéi,  China [9]
- WBSC Américas 3 cupos: , ,
- WBSC Oceanía 1 cupo:

Hasta el momento se han celebrado los campeonatos continentales en Europa, África y Asia, quedando pendiente por definir la forma de clasificación en América y Oceanía.
| Equipo       | Ranking | Participaciones anteriores (Última vez) | Mejor resultado   |
| ------------ | ------- | --------------------------------------- | ----------------- |
| Hong Kong    | 17      | 1 (2022)                                | 12.º (2022)       |
| Lituania     | 10      | 1 (2022)                                | 11.º (2022)       |
| Francia      | 4       | 1 (2022)                                | Noveno (2022)     |
| Túnez        | 2       | 1 (2022)                                | Sexto (2022)      |
| Sudáfrica    | 6       | 1 (2022)                                | Séptimo (2022)    |
| Japón        | 5       | 1 (2022)                                | Subcampeón (2022) |
| China Taipéi | 1       | 1 (2022)                                | Tercero (2022)    |
| China        | 9       | Debut                                   | Debut             |

Año en cursiva significa sede del evento. Año en negrita significa campeón del evento.